# Grand Suchet
Pour les articles homonymes, voir Suchet.
Le Grand Suchet est un volcan éteint de France situé dans le département du Puy-de-Dôme, dans la chaîne des Puys, entre le puy de Dôme et le puy de Côme.

## Géographie
Le Grand Suchet est situé dans le centre de la France, dans le centre de la chaîne des Puys, à l'ouest de Clermont-Ferrand. Il est immédiatement entouré par le puy de Clierzou et le puy de Pariou au nord-est, le Petit Suchet à l'est, le puy de Dôme au sud, le puy Fillu au sud-ouest, le puy Balmet à l'ouest et le puy de Côme au nord-ouest. Administrativement, le Grand Suchet se trouve sur la commune de Ceyssat dont le bourg se trouve au sud-ouest.
Le Grand Suchet est un cône pyroclastique dont le sommet couronné par un cratère volcanique très peu marqué culmine à 1 231 mètres d'altitude,. Un deuxième sommet, non nommé et constitué du rebord opposé du cratère, s'élève à 1 199 mètres d'altitude. La végétation boisée recouvre ses pentes régulières jusqu'à mi-hauteur, à une altitude approximative de 1 150 mètres.
Les GR 4 et 441 passent au pied du Grand Suchet en le contournant par l'ouest et le sud. Un sentier relié à ces deux GR passe quant à lui à l'ouest de la colline en empruntant le petit col sans nom séparant le Grand du Petit Suchet. Depuis ce col, un sentier en cul-de-sac permet d'accéder au sommet du Grand Suchet par la face est.

## Histoire
Aucune éruption n'est répertoriée sur le Grand Suchet.

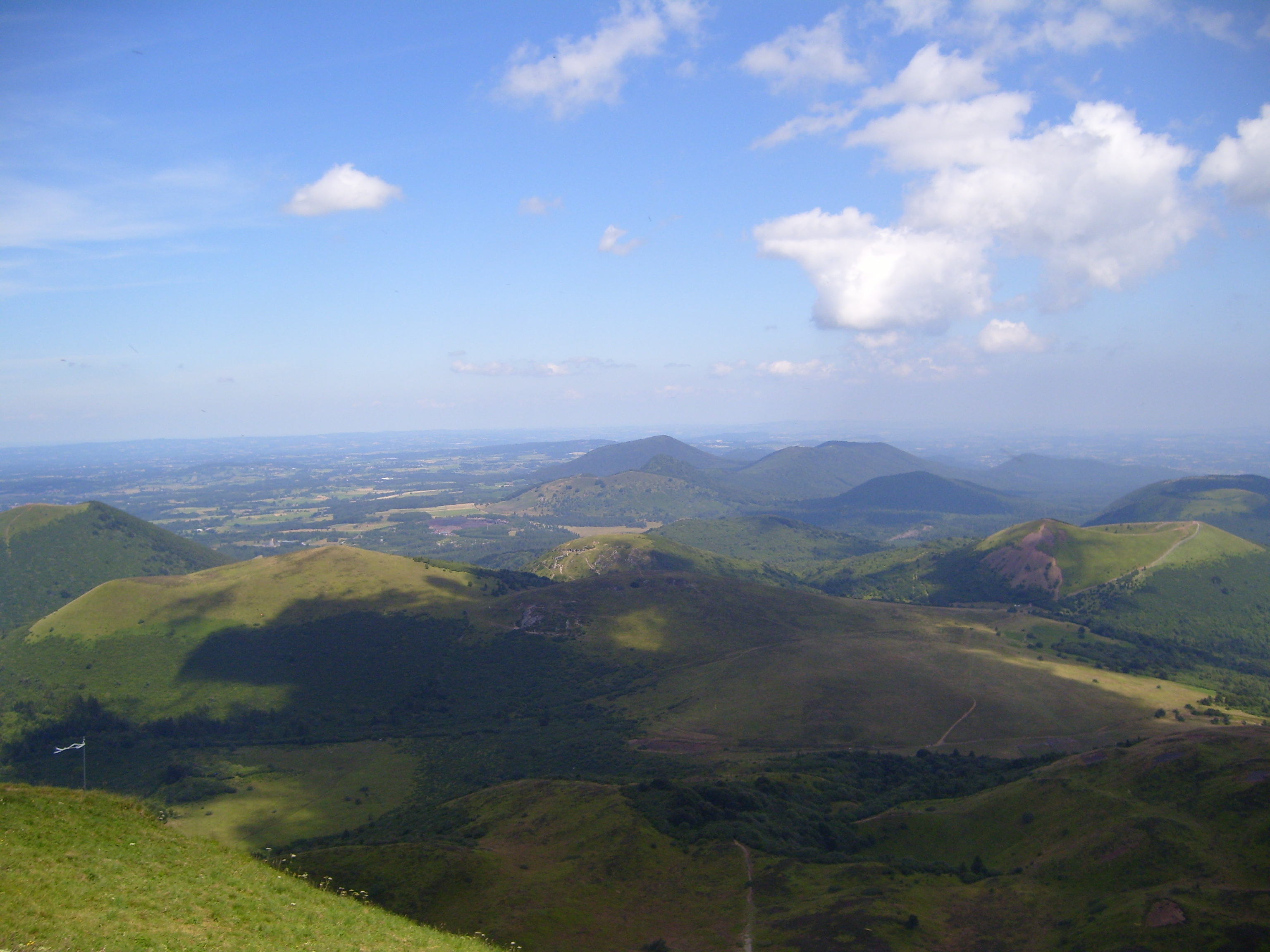
Vue depuis le puy de Dôme en direction du nord d'une partie de la chaîne des Puys avec le Grand Suchet à gauche.